# Charles V. Truax
Charles Vilas Truax, född 1 februari 1887 i Wyandot County i Ohio, död 9 augusti 1935 i Washington, D.C., var en amerikansk demokratisk politiker. Han var ledamot av USA:s representanthus från 1933 fram till sin död.
Truax var verksam inom jordbrukssektorn och försäkringsbranschen. Han var redaktör för tidskriften Swine World 1916–1921. År 1933 tillträdde han som kongressledamot och avled 1935 i ämbetet. Truax gravsattes på Pleasant View Cemetery i Sycamore i Ohio.